# Little Spain

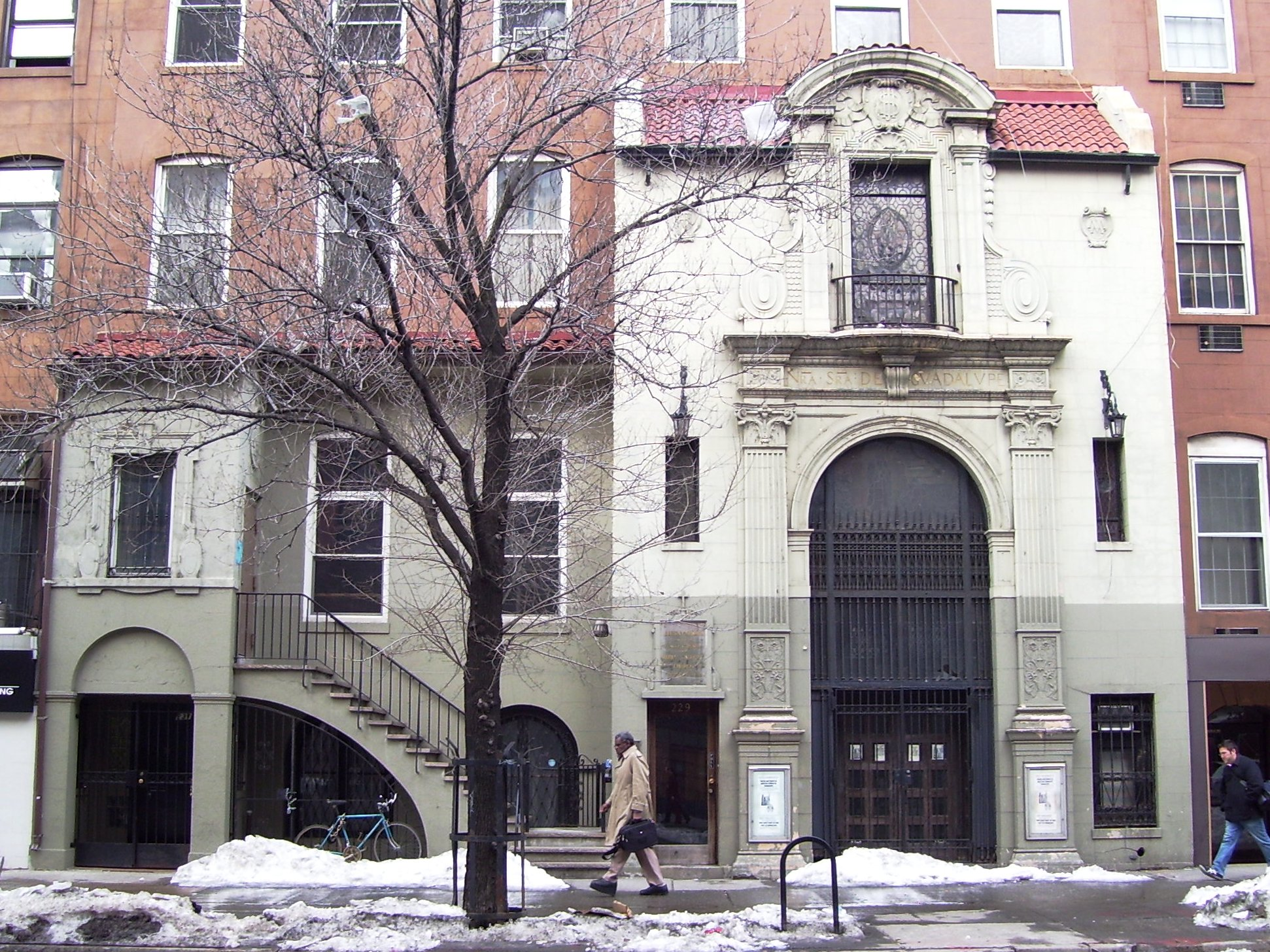
La iglesia de Nuestra Señora de Guadalupe en Little Spain, núcleo importante durante muchas décadas de la comunidad española de Nueva York.

Little Spain (en español: Pequeña España) fue un barrio de Manhattan en la ciudad de Nueva York durante el siglo XX. Su nombre proviene de la concentración de españoles inmigrantes asentados.

## Historia
Little Spain se encontraba en la 14.ª Calle, entre la Séptima y la Octava Avenida. Una sección muy diferente de Chelsea existió en un tramo de la 14.ª Calle a menudo referida a por sus residentes como "Calle Catorce," o "La Pequeña España". La iglesia de Nuestra Señora de Guadalupe (Núm. 299) fue fundada en 1902, cuando los españoles empezaron a asentarse en el área. Los negocios españoles imperantes fueron los cabarets y bares (tales como Nell's y Oh Johnny) y también la gastronomía española consumida en Casa Moneo desde 1929. En 2010 se filmó el documental Little Spain, dirigido y escrito por Artur Balder en esta área de la Ciudad de Nueva York. El documental revela la historia desconocida sobre la presencia de los españoles en Manhattan durante el siglo XX. El archivo contiene más de 450 fotografías y 150 documentos que nunca se habían mostrado públicamente.
Otros comercios importantes de Little Spain fueron restaurantes como La Bilbaína, Trocadero Valencia, Bar Coruña, Café Madrid, Mesón Flamenco, o el Restaurante El Faro, establecido en 1927, y todavía hoy en funcionamiento en la Calle Greenwich. The Iberia fue una famosa tienda de vestidos.
El corazón de la comunidad de españoles e hispanos en aquella área eran los dos hitos: la Sociedad Benévola española y la iglesia católica de Nuestra Señora de Guadalupe, fundada a finales del siglo XIX, siendo la primera parroquia en Manhattan con misas en latín y español. Igual que otros barrios de inmigrantes en Manhattan, como Little Italy, Little Spain celebraba su día de festivo; Santiago el Mayor. La tradición se mantuvo hasta mediados de los años 1990. Durante esta festividad, la imagen del santo era símbolo del sentimiento de la comunidad española y desfilaba por la calle 14, la cual era cortada al tráfico por una semana. En estas fechas tenían lugar mercados y espectáculos de folclore español.
Virginia Admiral y su hijo, Robert Mario De Niro, se mudaron a un piso-estudio en la 14.ª Calle, que había pertenecido al emprendedor gallego José García. Según investigaciones, Robert De Niro vivió durante los años 1950 en el corazón de Little Spain después del divorcio de sus padres.

## Little Spain en la cultura

### Cine

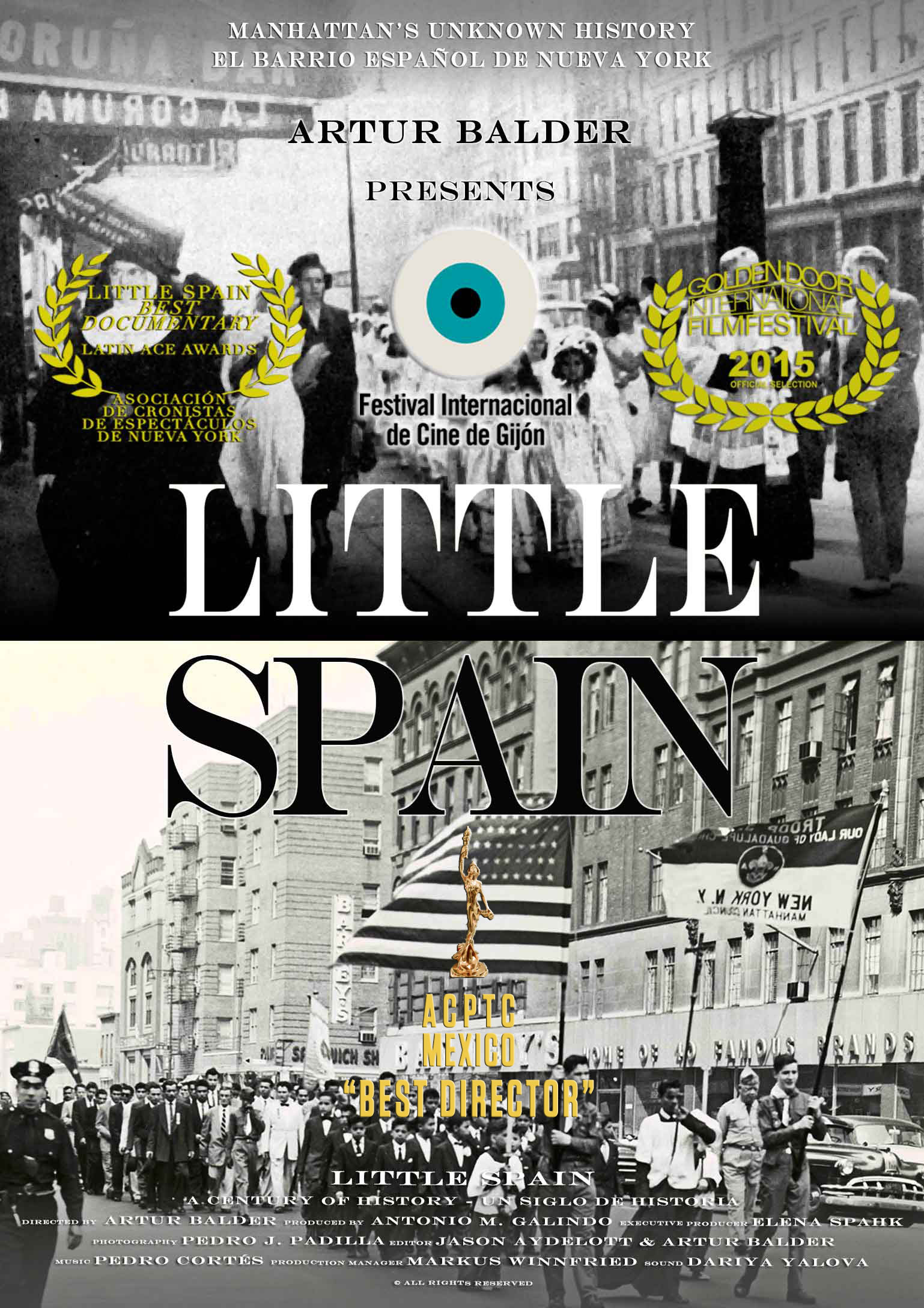
Little Spain, documental del 2010 sobre la historia del barrio.

En el 2010 se estrenó el documental Little Spain del director de cine Artur Balder. El documental busca realzar las memorias e hitos importantes del barrio español. Varios miembros de la comunidad fueron entrevistados como los dueños del restaurante El Faro y socios de la sociedad benéfica del barrio La Nacional.

### Literatura
En el 2018 se publicó la novela Las hijas del capitán de la escritora española María Dueñas que transcurre en el Little Spain de los años 1920-1940 y describe la vida de la comunidad española de esos años. En el libro se mencionan varios lugares importantes del barrio como La Nacional y la Iglesia de Nuestra Señora de Guadalupe y describe los cambios demográficos del barrio a mediados del siglo XX como la mudanza de algunos al barrio hispano de Ybor City en la Florida.

### Restaurantes
En el 2019 los cocineros españoles José Andrés, Albert Adrià y Ferrán Adrià abrieron el mercado y restaurante, "Mercado Little Spain" en alusión al antiguo barrio español de Manhattan.